# مقاطعة هينديرسون (إلينوي)
مقاطعة هينديرسون (بالإنجليزية: Henderson County)‏ هي إحدى المقاطعات في ولاية إلينوي في الولايات المتحدة الأمريكية.